# Blauwe Molen (Zuid-Holland)
De Blauwe Molen is een grondzeiler nabij Rijpwetering in de gemeente Kaag en Braassem, in de Nederlandse provincie Zuid-Holland. De molen is in 1904 aangekocht ten behoeve van de bemaling van de Blauwe Polder en ter vervanging van een bouwvallige wipmolen. Vermoedelijk gaat het om een molen uit Hillegersberg die uit 1772 stamt en die enkele jaren eerder buiten bedrijf was gesteld. Tot 1960 bemaalde de Blauwe Molen de polder. In 1968 werd de molen aangekocht door Stichting Het Zuid-Hollands Landschap, die hem in 1971 maalvaardig liet restaureren. De Rijnlandse Molenstichting beheert in deze tijd de molen voor het Zuid-Hollands Landschap en wordt in 2002 de eigenaar van de molen.
De Blauwe Molen is maalvaardig in circuit, sinds de afdamming van de Achterwatering. Naast de molen bevindt zich een overtoom, de laatste in zijn soort in Zuid-Holland en, evenals de molen, een Rijksmonument. De molen wordt bewoond en is (behalve het woongedeelte) te bezoeken als de molen draait en op afspraak.

## Foto's

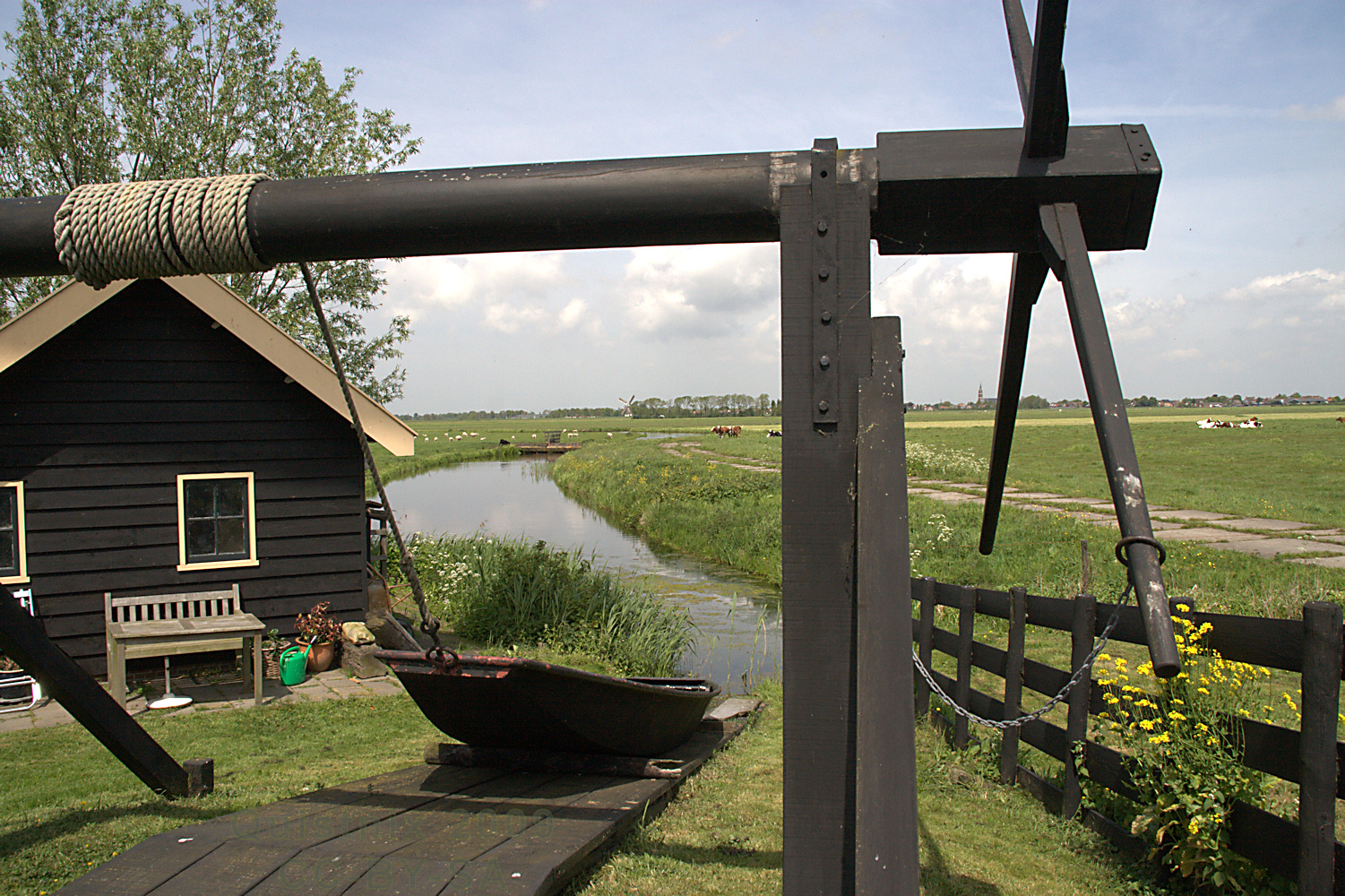
Overtoom naast de molen
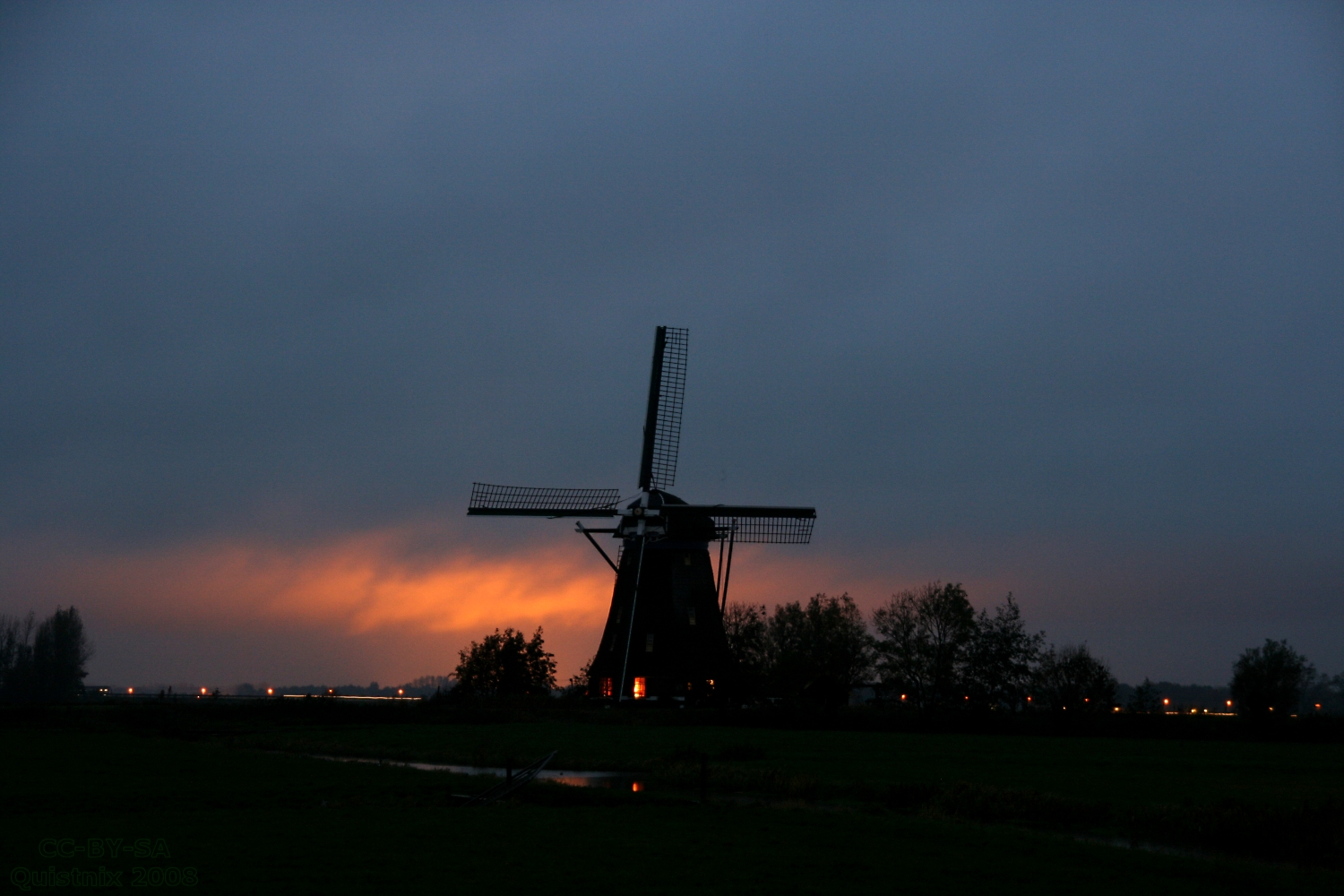
Bij nacht; de oranje gloed is lichtvervuiling